# Fous à lier
Albums de Les Innocents
Cent mètres au paradis
(1989) Post-partum
(1995)
Singles
1. Mon dernier soldat (Toi mon roi)
Sortie : 1991
2. L'Autre Finistère
Sortie : 28 octobre 1992
3. Un homme extraordinaire
Sortie : 13 mai 1993
4. Fous à lier
Sortie : 1993
5. Je vais à Bang-Bang
Sortie : 1993

Fous à lier est le deuxième album signé Les Innocents, sorti le 5 mars 1992. Il est alors considéré comme l'album le plus abouti du groupe[réf. nécessaire].
Les Innocents enregistrent l'album entre août et septembre 1991 aux studios Polygone et Garage.

## Accueil critique
L'album a reçu une importante estime aux yeux du public en 1992 avec des chansons comme L'Autre Finistère, Un homme extraordinaire[réf. nécessaire]. Selon l'édition française du magazine Rolling Stone, cet album est le 74e meilleur album de rock français.

## Liste des titres
Toutes les chansons sont écrites et composées par Richard Ganivet, J. P. Nataf, Michael Rushton et Jean-Christophe Urbain.
| 1.    | Un homme extraordinaire              | 5:42 |
| 2.    | Je vais à Bang-Bang                  | 3:50 |
| 3.    | L'Autre Finistère                    | 4:44 |
| 4.    | Mon dernier soldat (toi mon roi)     | 3:49 |
| 5.    | Confessions d'un vieux serpent       | 4:39 |
| 6.    | Belladonna mia                       | 3:59 |
| 7.    | Fous à lier                          | 3:53 |
| 8.    | Le Paravent                          | 4:34 |
| 9.    | Les Remorques                        | 4:06 |
| 10.   | En tapant du poing                   | 5:09 |
| 11.   | Marie, prends ton temps              | 5:17 |
| 12.   | Fous à lier (reprise) (piste cachée) | 1:19 |
| 49:42 |                                      |      |